# Jemini
Jemini was een uit Liverpool afkomstige duo bestaande uit Chris Cromby en Gemma Abbey. Het duo is vooral bekend als de minst succesvolle act van het Verenigd Koninkrijk op het Eurovisiesongfestival, die puntloos laatste werden op het Eurovisiesongfestival 2003.

## Geschiedenis
Cromby en Abbey ontmoetten elkaar in 1995 geleden op Liverpool's Starlight Stage School en gingen een duo vormen. Tweeënhalf jaar daaropvolgend toerden ze door het Verenigd Koninkrijk met hits van Stevie Wonder, Randy Crawford, Motown-hits en zelfs de aloude ABBA-medley. Daarnaast zongen ze ook eigen composities.

### Eurovisiesongfestival
Jemini zou aanvankelijk als trio met de naam Tricity aantreden bij A Song For Europe, de Britse voorronde voor het Eurovisiesongfestival 2003. Maar doordat een lid de groep verliet gingen Cromby en Abbey verder als duo onder de noemer Jemini. Op 2 maart 2003 wonnen ze de nationale finale met het liedje Cry baby. Jemini mocht als vijftiende aantreden tijdens de finale van het Eurovisiesongfestival in Riga, Letland. Aan het einde van de puntentelling eindigde het duo op de laatste plaats met nul punten.  

#### Reactie
In eigen land veroorzaakte Jemini's laatste plaats voor een behoorlijke consternatie. Verschillende mensen, waaronder BBC-commentator Terry Wogan riepen dat de Irakpolitiek van Tony Blair de oorzaak was. Anderen, zoals entertainmentmanager Louis Walsh verklaarden dat het kwam doordat Cry baby een slecht nummer was en het daardoor verdiende om laatste te worden. Volgens Jemini had het te maken met een niet functionerend oortje. Daarbij verklaarde het duo dat hun kleedkamer voor het optreden was gevandaliseerd.

### Na het Eurovisiesongfestival
Jemini's platenmaatschappij Interscope Records liet hen vallen als gecontracteerde act na hun wanprestatie met Cry baby.
In 2013 nam het duo deel aan de documentaire How to win Eurovision, die werd uitgezonden op BBC 3 alvorens het Eurovisiesongfestival 2013.
In 2016 werd lid Gemma Abbey veroordeeld tot een dertig weken durende gevangenisstraf voor belastingfraude.

1957: Patricia Bredin · 
1959: Pearl Carr & Teddy Johnson · 
1960: Bryan Johnson · 
1961: The Allisons · 
1962: Ronnie Carroll · 
1963: Ronnie Carroll · 
1964: Matt Monro · 
1965: Kathy Kirby · 
1966: Kenneth McKellar · 
1967: Sandie Shaw · 
1968: Cliff Richard · 
1969: Lulu · 
1970: Mary Hopkin · 
1971: Clodagh Rodgers · 
1972: The New Seekers · 
1973: Cliff Richard · 
1974: Olivia Newton-John · 
1975: The Shadows · 
1976: Brotherhood of Man · 
1977: Lynsey de Paul & Mike Moran · 
1978: Co-Co · 
1979: Black Lace · 
1980: Prima Donna · 
1981: Bucks Fizz · 
1982: Bardo · 
1983: Sweet Dreams · 
1984: Belle & The Devotions · 
1985: Vikki Watson · 
1986: Ryder · 
1987: Rikki · 
1988: Scott Fitzgerald · 
1989: Live Report · 
1990: Emma · 
1991: Samantha Janus · 
1992: Michael Ball · 
1993: Sonia · 
1994: Frances Ruffelle · 
1995: Love City Groove · 
1996: Gina G · 
1997: Katrina & the Waves · 
1998: Imaani · 
1999: Precious · 
2000: Nicki French · 
2001: Lindsay Dracass · 
2002: Jessica Garlick · 
2003: Jemini · 
2004: James Fox · 
2005: Javine Hylton · 
2006: Daz Sampson · 
2007: Scooch · 
2008: Andy Abraham · 
2009: Jade Ewen · 
2010: Josh Dubovie · 
2011: Blue · 
2012: Engelbert Humperdinck · 
2013: Bonnie Tyler · 
2014: Molly · 
2015: Electro Velvet · 
2016: Joe & Jake · 
2017: Lucie Jones · 
2018: SuRie · 
2019: Michael Rice · 
2021: James Newman ·
2022: Sam Ryder ·
2023: Mae Muller ·
2024: Olly Alexander ·
2025: Remember Monday